# Liste der Kulturgüter in Ziefen
Die Liste der Kulturgüter in Ziefen enthält alle Objekte in der Gemeinde Ziefen im Kanton Basel-Landschaft, die gemäss der Haager Konvention zum Schutz von Kulturgut bei bewaffneten Konflikten, dem Bundesgesetz vom 20. Juni 2014 über den Schutz der Kulturgüter bei bewaffneten Konflikten sowie der Verordnung vom 29. Oktober 2014 über den Schutz der Kulturgüter bei bewaffneten Konflikten unter Schutz stehen.
Objekte der Kategorien A und B sind vollständig in der Liste enthalten, Objekte der Kategorie C fehlen zurzeit (Stand: 1. Januar 2023).

## Kulturgüter
| Foto |                                                                                      | Objekt                                                         | Kat. | Typ | Standort                         | Beschreibung |
| ---- | ------------------------------------------------------------------------------------ | -------------------------------------------------------------- | ---- | --- | -------------------------------- | ------------ |
| ja   | Datei hochladen · Wikidata zu Wohnhaus mit Heimposamenterei (Q19362792)              | Wohnhaus mit Heimposamenterei (Choche Emil Hus) KGS-Nr.: 09763 | A    | G   | Kirchgasse 4 620361 / 253329     |              |
| ja   | Datei hochladen · Wikidata zu Evangelisch-reformierte Kirche St. Blasius (Q29682199) | Evangelisch-reformierte Kirche St. Blasius KGS-Nr.: 01544      | B    | G   | Kirchberg 37 620547 / 253279     |              |
| ja   | Datei hochladen · Wikidata zu Alte Schmiede (Q29682178)                              | Alte Schmiede KGS-Nr.: 12233                                   | B    | G   | Hauptstrasse 121 620130 / 253436 |              |
| BW   | Datei hochladen · Wikidata zu Evangelisch-reformiertes Pfarrhaus (Q29682215)         | Evangelisch-reformiertes Pfarrhaus KGS-Nr.: 12234              | B    | G   | Hauptstrasse 117 620167 / 253408 |              |